# Xã Belmont, Quận Phillips, Kansas
Xã Belmont (tiếng Anh: Belmont Township) là một xã thuộc quận Phillips, tiểu bang Kansas, Hoa Kỳ. Năm 2010, dân số của xã này là 90 người.